# Johanneskerk (Lahnstein)
De Johanneskerk (Duits: Johanniskirche) is een rooms-katholieke kerk in de Duitse stad Lahnstein. De laatromaanse basiliek waarvan de huidige bouw in de 12e eeuw werd opgericht bevindt zich met het aangesloten Johannesklooster van de Congregatie van de Heilige Harten van Jezus en Maria vlak bij de monding van de Lahn in de Rijn. De kerk behoort tot het bisdom Limburg en draagt het patrocinium van de heilige Johannes.   
Sinds 2002 maakt de Johanneskerk deel uit van het UNESCO-werelderfgoed Bovenloop Midden-Rijndal.

## Geschiedenis
Vroeger stond op de plaats van de Johanneskerk een Romeinse burcht. Deze burcht werd in het jaar 369 door de Romeinen gebouwd aan de monding van de Lahn als grensversterking voor het castra Confluentes, tegenwoordig Koblenz. Na de aftocht van de Romeinen lieten Frankische edelen de gebouwen ombouwen tot een woonburcht. In het midden van de 9e eeuw werd een kleine eigenkerk toegevoegd, waarvan de fundamenten in het middenschip van de huidige kerk werden gevonden. De toren van de kerk werd nog voor het jaar 1000 gebouwd, en er werd een grotere zaalkerk toegevoegd.    
Het tegenwoordige kerkgebouw werd tussen 1130-1136 gebouwd en is de vroegste kerk met galerijen aan de Rijn. Aan de noordelijke zijde werd omstreeks 1180 een forse flankeringstoren aangebouwd, die in 1844 instortte. Bij oorlogshandelingen bood het robuuste gebouw de bevolking herhaaldelijk bescherming. Na geleden schade tijdens de Dertigjarige Oorlog werd het gebouw in de stijl van de barok verbouwd. Met de verovering van het keurvorstendom Trier door Franse revolutionaire troepen werd de kerk dermate beschadigd, dat het gebouw werd verlaten en voor bijna 60 jaar tot een ruïne verwaarloosde. De herbouw werd pas in 1856 ter hand genomen. 
Nieuwe verbouwingen volgden in 1907 toen het klooster door Benedictijnen werd opgericht, dat in 1920 door de Congregatie van de Heilige Harten van Jezus en Maria overgenomen werd. Restauraties volgden in de jaren 1940-1942, 1960-1962 en 1996-2005. De laatste restauratie was noodzakelijk wegens de schade veroorzaakt door overstromingen van de Rijn in 1993 en 1995.

## Beschrijving
Het oude houten kerkinterieur viel in 1794 ten prooi aan de vlammen. Naast het altaar staat een Madonna met Kind, waarvan het hoofd versierd is met een gedraaide tulband. Uit de bouwperiode van de kerk is het doopvont in de torenhal bewaard gebleven. Voorts zijn er een barok vesperbeeld, een missiekruis in het zijschip met het jaartal 1723 en twee barokke beelden van Johannes de Doper en Johannes van Nepomuk. Naast de toegang tot de crypte in het noordelijk zijschip bevindt zich een epitaaf uit 1408. In de crypte staan nog twee basalten epitafen. In de bovenste verdieping van de toren hangt de zeer oude Apolloniaklok die uit het jaar 1320 dateert, mogelijk zelfs uit de 12e eeuw.  

## Afbeeldingen

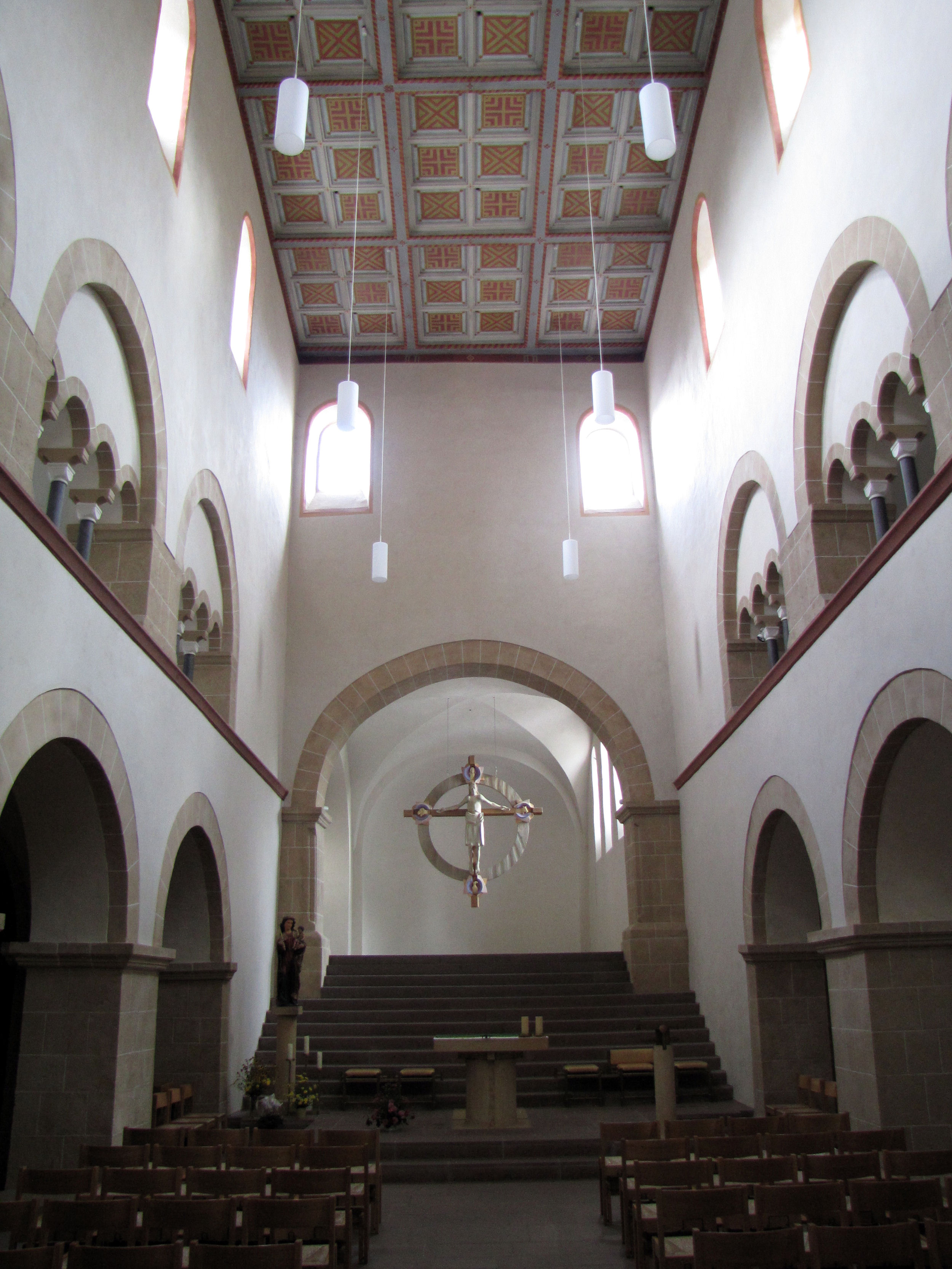
Interieur
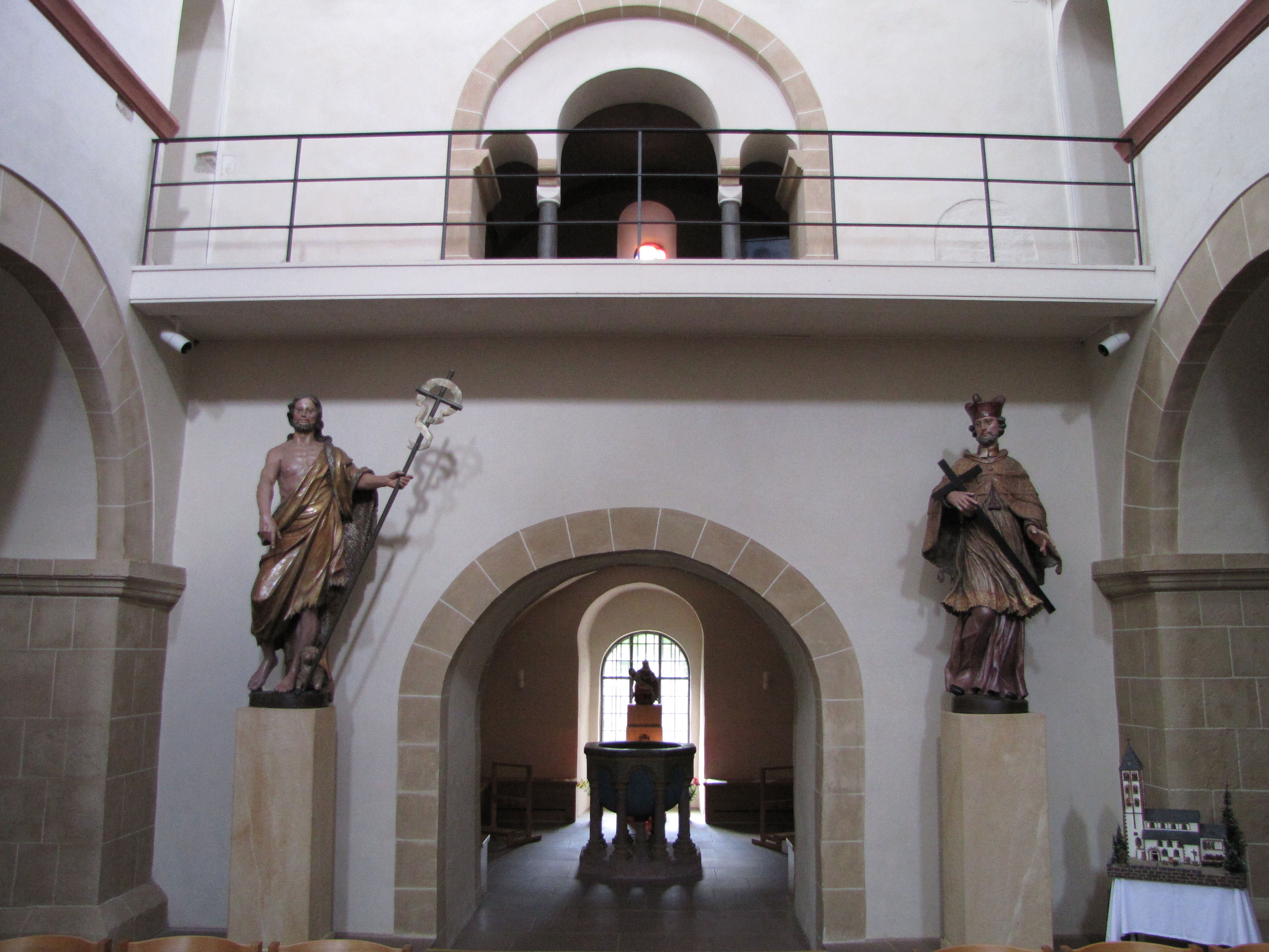
Beelden Johannes de Doper en Johannes van Nepomuk